# Arctosa ephippiata
Arctosa ephippiata là một loài nhện trong họ Lycosidae.
Loài này thuộc chi Arctosa. Arctosa ephippiata được Carl Friedrich Roewer miêu tả năm 1960.